# Paul Leni

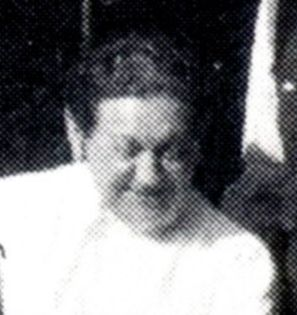
Paul Leni (Arbeitspause bei Aufnahme des Films Das Wachsfigurenkabinett.)

Paul Leni (geboren als Paul Josef Levi, * 8. Juli 1885 in Stuttgart; † 2. September 1929 in Hollywood) war ein deutscher Grafiker, Bühnenbildner, Szenenbildner und Regisseur, der den Film der Weimarer Republik maßgeblich beeinflusste.

## Leben und Wirken
Nach dem Besuch des Gymnasiums in Stuttgart machte der Bankierssohn seine Leidenschaft, das Zeichnen, zum Beruf. In Berlin besuchte er die Akademie der Bildenden Künste. In den 1910er Jahren arbeitete er für das Theater, vor allem für die Meinhard-Bernauerschen Bühnen, stattete das Lichtspielhaus Wittelsbach am Bayerischen Platz aus und gestaltete Karikaturen, Anzeigen und Filmplakate.
Ab 1913 entwarf er auch Filmdekors. zunächst für Joe May und Max Mack. Während des Ersten Weltkrieges eingezogen, drehte er seinen ersten Film als Regisseur, den Dokumentar-Spielfilm Der Feldarzt / Das Tagebuch des Dr. Hart. Ab 1917 arbeitete er wieder in Berlin für die Filmfirma Projektions-AG Union (PAGU) als Szenenbildner für Ernst Lubitsch und als Regisseur, inszenierte unter anderem den Märchenfilm Dornröschen.

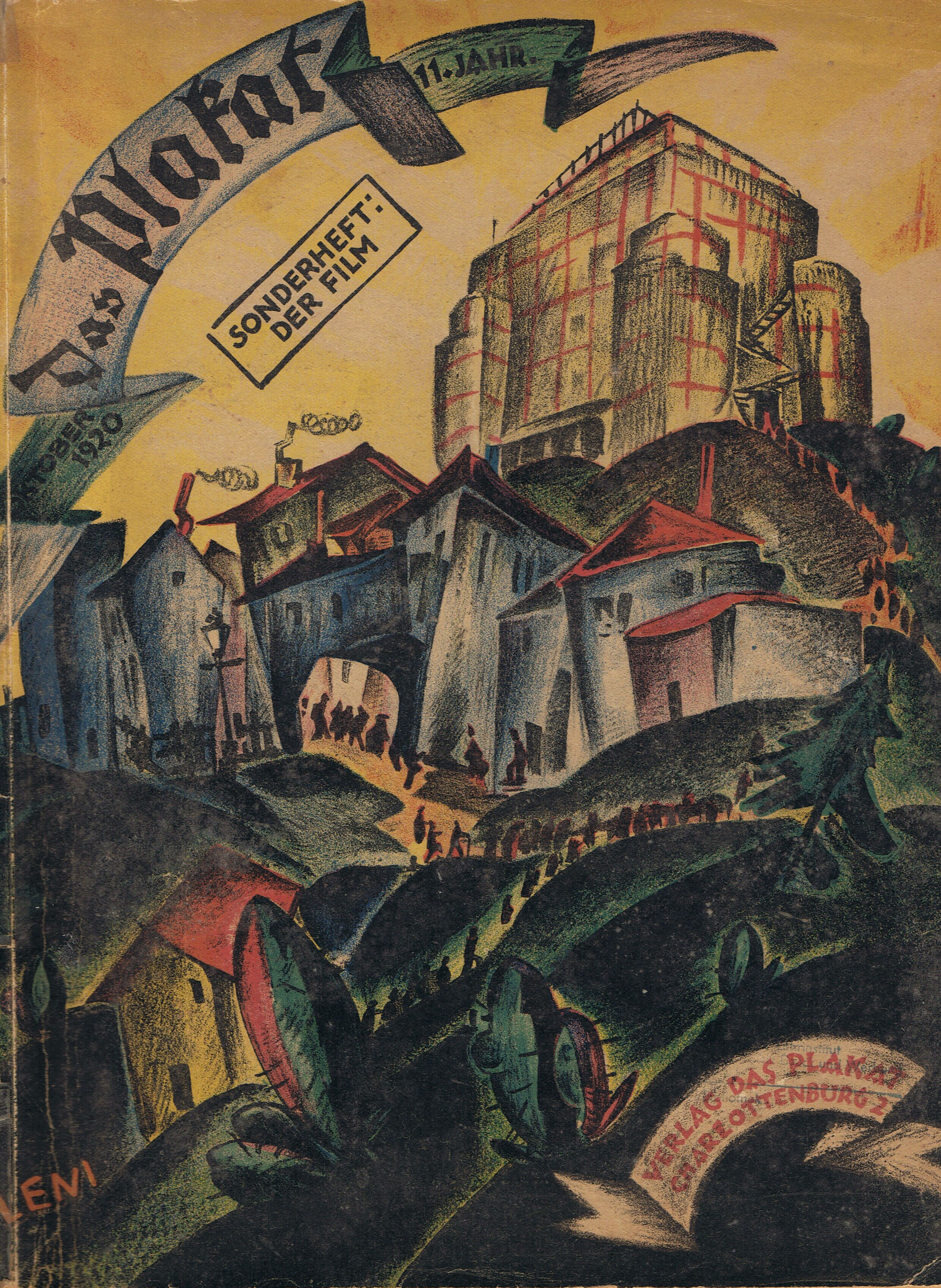
Von Paul Leni entworfene Titelseite des Sonderhefts Film der Zeitschrift Das Plakat, Oktober 1920

1918/19 machte er die „dekorative Ausstattung“ von Joe Mays dreistündigem Monumentalfilm Veritas vincit. Neben der etablierten May-Film GmbH war auch die künstlerisch ambitionierte Gloria-Film GmbH sein Auftraggeber. Er führte Regie bei Prinz Kuckuck nach dem Roman von Otto Julius Bierbaum, dem Historiendrama Die Verschwörung zu Genua nach Friedrich Schiller, das Kammerspiel Hintertreppe und 1923 den Episodenfilm Das Wachsfigurenkabinett. Wiederholt waren Conrad Veidt und Fritz Kortner Stars seiner Filme.
Neben seinen Regie-Arbeiten entwarf Leni weiterhin Szenenbilder für andere Regisseure, vor allem Ewald André Dupont, Joe May, Richard Oswald, Karl Grune, Alexander Korda, Arthur Robison und Michael Kertész, der in Hollywood als Michael Curtiz berühmt wurde.
Gemeinsam mit dem Kameramann und Trickspezialisten Guido Seeber entwickelte Leni 1925/26 eine Serie von acht filmischen Kreuzworträtseln, die als Rebus-Film im Kino gezeigt wurden.
Leni blieb aber weiterhin der Bühne verbunden. 1923 eröffnete er am Potsdamer Platz gemeinsam mit dem Komponisten Hans May das Künstlerkabarett Die Gondel, für das neben anderen auch Kurt Tucholsky Lieder verfasste. Für große Kinos in Berlin inszenierte er kurze Bühnen-Prologe, die bei festlichen Premieren vor dem Hauptfilm aufgeführt wurden.
1927 fuhr Leni gemeinsam mit seiner Frau, der Tänzerin und Schauspielerin Leonore genannt Lore Sello (1897–1989), über Washington nach Hollywood, wo ihn der Filmproduzent Carl Laemmle engagiert hatte. Leni konnte sich mit vier kommerziell und künstlerisch erfolgreichen Filmen schnell im amerikanischen Studiosystem etablieren, wobei er zugleich mit optischen und inszenatorischen Innovationen aus Europa stilprägend z. B. für die Horrorfilme der Universal Pictures wurde. The Cat and the Canary war die stimmungsvolle Adaption eines Bühnenkrimis vom Broadway, The Man Who Laughs mit Conrad Veidt in der Titelrolle war eine aufwändige Verfilmung des Romans von Victor Hugo, der vor allem in Europa erfolgreich war.
Im Sommer 1929 erkrankte Leni infolge einer Blutvergiftung an einer Herzhautentzündung, an der er im September starb.

## Filmografie (Auswahl)

### Als Filmarchitekt
- 1913: Ein Ausgestoßener, 1. Teil – Regie: Joe May
- 1913: Die geheimnisvolle Villa – Regie: Joe May
- 1914: Der Mann im Keller – Regie: Joe May
- 1914: Das Panzergewölbe – Regie: Joe May
- 1915: Der Katzensteg – Regie: Max Mack
- 1915: Der ewige Friede. Ein Ausgestoßener, 2. Teil
- 1917: Der Blusenkönig – Regie: Ernst Lubitsch
- 1917: Der Ring der Giuditta Foscari – Regie: Alfred Halm
- 1918: Veritas vincit (Eine Filmtrilogie) – Regie: Joe May
- 1919: Rausch
- 1919: Die platonische Ehe
- 1920: Der weiße Pfau – Regie: E. A. Dupont
- 1921: Die Geierwally – Regie: E. A. Dupont
- 1921: Lady Hamilton – Regie: Richard Oswald
- 1922: Frauenopfer – Regie: Karl Grune
- 1923: Tragödie der Liebe (4 Teile) – Regie: Joe May
- 1924: Die Liebesbriefe der Baronin von S… – Regie: Henrik Galeen
- 1925: Die Frau von vierzig Jahren
- 1925: Der Farmer aus Texas – Regie: Joe May
- 1925: Der Tänzer meiner Frau – Regie: Alexander Korda
- 1926: Fiaker Nr. 13
- 1926: Manon Lescaut – Regie: Arthur Robison
- 1926: Der goldene Schmetterling – Regie: Michael Kertész

### Als Regisseur
- 1917: Dornröschen
- 1917: Prima Vera
- 1917: Das Rätsel von Bangalor
- 1918: Das Tagebuch des Dr. Hart
- 1919: Prinz Kuckuck
- 1919: Die platonische Ehe
- 1921: Die Verschwörung zu Genua
- 1921: Hintertreppe (gemeinsam mit Leopold Jessner)
- 1924: Das Wachsfigurenkabinett
- 1926: Rebus-Film Nr. 1–8 (Kurzfilm-Serie)
- 1927: Spuk im Schloß (The Cat and the Canary)
- 1927: Der Chinesenpapagei (The Chinese Parrot)
- 1928: Der Mann, der lacht (The Man Who Laughs)
- 1929: Die letzte Warnung (The Last Warning)